# A Tribe Called Quest
A Tribe Called Quest — американская хип-хоп-группа, сформированная в 1985 году рэперами Q-Tip и Phife Dawg и диджеем Ali Shaheed Muhammad. Четвертый участник группы, рэпер Jarobi White, покинул группу после первого альбома, но вернулся в 2006 году. Наряду с De La Soul группа была частью проекта Native Tongues Posse. Своими экспериментами в смешении хип-хопа и джаза A Tribe Called Quest оказала огромное влияние на музыку хип-хопа, а такие их треки, как «Bonita Applebum», «Can I Kick It?», «I Left My Wallet in El Segundo», «Scenario», «Check the Rhime», «Jazz (We’ve Got)», «Award Tour» и «Electric Relaxation» признаны классикой жанра.
В 1998 году, после выпуска пяти альбомов, группа распалась, но в 2006 году её участники воссоединились и провели совместный тур по США. A Tribe Called Quest считаются «пионерами» альтернативного хип-хопа; журнал Allmusic в 2006 назвал их «самой артистичной рэп-группой 1990-х», а сайт About.com присвоил им 4-е место в списке «25 лучших хип-хоп-коллективов всех времен».

## История

### Создание группы

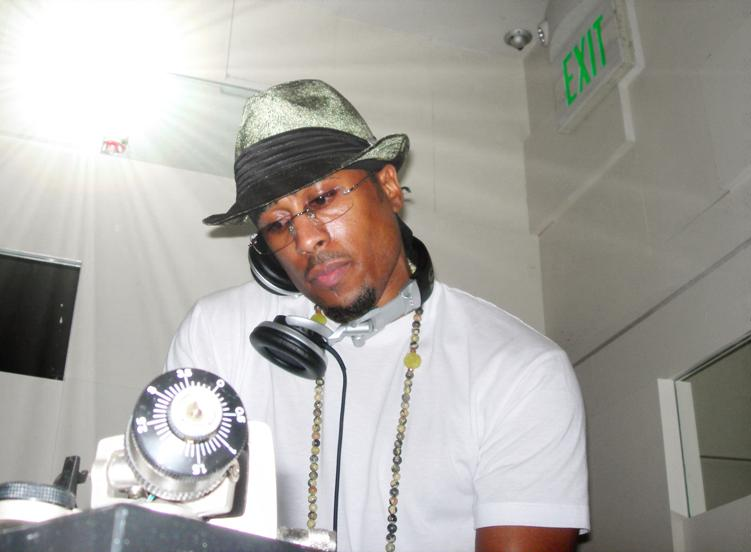
Ali Shaheed Muhammad

Q-Tip и Phife Dawg росли в нью-йоркском районе Queens и с детства были близкими друзьями. Первоначально Q-Tip выступал под псевдонимом MC Love Child совместно с диджеем Ali Shaheed Muhammad. Позже к ним присоединился Phife. Группа получила своё название от участников Jungle Brothers, которые учились с ними в одной школе. Q-Tip принял участие в дебютном альбоме Jungle Brothers Straight Out the Jungle, в треках «Black Is Black» и «In Time». После этого участники «трайба» появилились на треке De La Soul «Buddy». В 1988 году они попытались получить контракт с лейблом Geffen Records, для которого записали треки «Description Of A Fool», «I Left My Wallet in El Segundo» и «Can I Kick It?», однако студия отказала им, попытавшись, однако, выкупить права на записанные треки. После нескольких предложений, поступивших им от различных лейблов, группа подписала контракт с Jive Records, на котором в своё время построили карьеру Boogie Down Productions и Too Short.

### People's Instinctive Travels and the Paths of Rhythm
В следующем 1990 году группа выпустила первый сингл «Description of a Fool», спродюсированный диджеем Red Alert. Трек попал на дебютный альбом группы People's Instinctive Travels and the Paths of Rhythm. Альбом был сделан в традициях работ De La Soul; треки на нем носили веселую лирическую окраску, для них были использованы семплы с работ таких музыкантов, как Cannonball Adderley, Roy Ayers, Lou Reed, Rotary Connection и Les McCann.
Релиз получил различные оценки; так, The Village Voice описал альбом как «приятный и дружелюбный». Журнал The Source даже дал работе группы высшую оценку — 5 микрофонов. Однако Rolling Stone раскритиковал альбом, назвав его «самой неприспособленной к танцам работе».

### The Low End Theory
После выпуска «People’s Instinctive Travels and the Paths of Rhythm» группа начала выступать с гастролями по всей стране. Вскоре был выпущен трек «Check the Rhyme», который должен был стать синглом следующего альбома The Low End Theory, который был выпущен 24 сентября 1991 года. Треки на новом альбоме поднимали теперь остросоциальные вопросы — от насилования («The Infamous Date Rape») до консюмеризма («Skypager»). Песни стали гораздо короче, их звучание стало больше насыщенно басами. В качестве гостей на альбом были приглашены Leaders of the New School (в том числе Busta Rhymes), Brand Nubian и Vinia Mojica. Новый стиль группы критики окрестили «джаз-рэпом», хотя Q-Tip протестовал против введения подобного термина, так как не считал музыку группы связанной с джазом.
После живого выступления с Leaders of the New School группа взлетела на пик своей популярности. Вскоре был выпущен клип на песню «Jazz (We’ve Got)», очень тепло принятый аудиторией.
The Low End Theory был выполнен гораздо профессиональнее дебютного релиза. В создании треков приняли участие Pete Rock и великий Ron Carter. По степени своей популярности альбом конкурировал с вышедшими в то же время AmeriKKKa's Most Wanted и The Chronic. Работа получила высокие оценки от критиков, в том числе и от журнала Rolling Stone, который дал альбому 154-е место в списке «500 величайших альбомов всех времён по версии журнала Rolling Stone» и назвал его одной из лучших записей своего времени.
Некоторые достижения альбома:
- 5 микрофонов по оценке The Source;
- №2 в списке "Hip Hop's 25 Greatest Albums by Year 1980-98" от Ego Trip;
- №53 в списке "100 Greatest American Albums of All time" от Blender;

### Midnight Marauders
Следующий альбом A Tribe Called Quest, Midnight Marauders, вышел 9 ноября 1993 года. Сразу после этого группа предприняла концертный тур в поддержку своей работы. Альбом получил очень хорошие отзывы критиков. О нем хорошо отзывались Entertainment Weekly, Melody Maker, The Village Voice. Альбом претерпел некоторые изменения по сравнению с предыдущим релизом группы: более глубокие басы, мелодичные риффы, бэк-вокал. Над альбомом работали такие продюсеры, как Raphael Saadiq и Large Professor.
На три сингла с альбома — «Award Tour», «Electric Relaxation» и «Oh My God» — были сняты видеоклипы. Альбом оказался быстрораспродаваемым — 11 января 1995 года ему присвоили платиновый статус.

### Beats, Rhymes and Life
После выхода третьего альбома участники продолжили заниматься активной деятельностью: они работали с Mobb Deep, Nas, Cypress Hill, Pete Rock, J Dilla.
В 1996 году группа выпустила новый альбом Beats, Rhymes and Life. Работа над релизом проходила в условиях конфронтации рэперов Востока и Запада. В своих песнях «трайбы» пытались показать, что они уважительно относятся и к тем, и к другим, и желали примирения конфликтующих сторон. В 1997 году альбом был номинирован на Grammy Award for Best Rap Album, а трек «1nce Again» на Grammy Award for Best Rap Performance by a Duo or Group. Критики отнеслись к альбому по большей части положительно, хотя и признавали, что он уступает предыдущим работам «трайбов». Rolling Stone признали альбом «почти безупречным»; The Source поставил оценку в 4 микрофона.
После этого работы появлились в саундтреке к фильму «Люди в черном».

### The Love Movement
В 1998 году группа выпустила релиз The Love Movement. В качестве продюсеров в работе над альбомом участвовали также J Dilla и The Ummah. В качестве гостей были приглашены Busta Rhymes, Redman, N.O.R.E., Mos Def и другие рэперы. 1 ноября 1998 года альбом получил статус «золота».
Критики дали альбому положительные оценки. В 1999 работа была номинирована на «Лучший рэп-альбом».

### Сольная карьера участников группы
Q-Tip в 1999 году выпустил альбом Amplified, спродюсированные битмейкерами Violator, J Dilla и DJ Scratch. Альбом получил золотой статус. В следующих его работах принимали участие такие рэперы, как Andre 3000 и Common.
Phife Dawg выпустил альбомы Ventilation: Da LP (2000) и Songs in the Key of Phife Volume 1: Cheryl’s Big Son (2011).

### Воссоединение группы
Группа воссоединилась 13 ноября 2004 года на концерте в Калифорнии. В эту ночь скончался Ol' Dirty Bastard.
Окончательное воссоединение произошло в 2006 году. Она провела гастрольный тур по США и Канаде, однако о новом альбоме не заявляла.
Группа приняла участие в снятом в 2011 году фильме Beats, Rhymes & Life: The Travels of a Tribe Called Quest.
22 марта 2016 года умер один из основателей группы, Phife Dawg.

## Дискография

### Альбомы

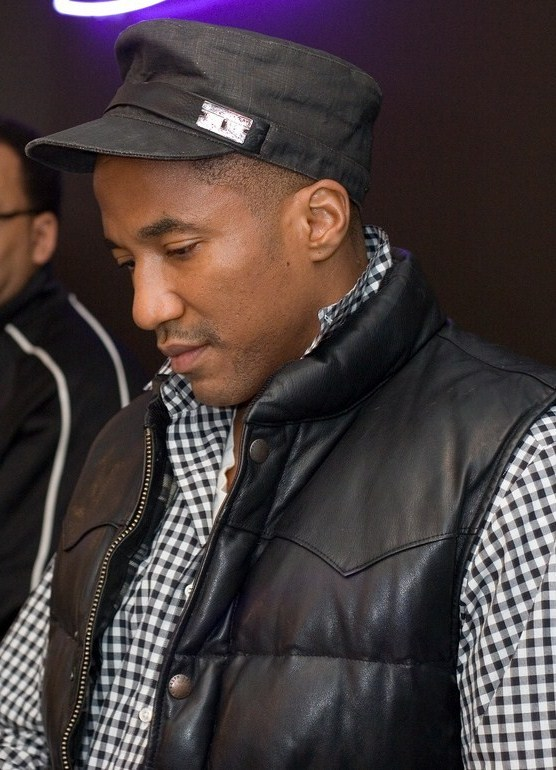
Q-Tip

- 1990: People's Instinctive Travels and the Paths of Rhythm
- 1991: The Low End Theory
- 1993: Midnight Marauders
- 1996: Beats, Rhymes and Life
- 1998: The Love Movement
- 2016: We Got It From Here... Thank You 4 Your Service

### Компиляции
- 1992: Revised Quest for the Seasoned Traveller
- 1999: The Anthology
- 2003: Hits, Rarities & Remixes
- 2006: The Lost Tribes
- 2008: The Best of A Tribe Called Quest